# Charles de Chabot
Charles de Chabot (?, 1615 – Lleida, 17 de maig de 1646) va ser un militar francès.
Chabot comença la carrera militar com a capità de regiment de cavalleria en la presa de Poligny (1638).
El 1641, en acordar-se l’annexió de Catalunya al regne de França, es desplaça al Principat per combatre les tropes de França. En el transcurs de la Guerra dels Segadors aconsegueix defensar Valls (1642), trencar el setge de Miravet (1643), i ja ascendit com a mariscal de camp, el 1645 frustra la conquesta enemiga del pont de Camarasa, conquereix Sant Llorenç de Montgai  i aconsegueix socórrer Flix. En les campanyes de 1644 i 1645 també a participar en els setges de Lleida, Roses, Agramunt i Balaguer.
Chabot va morir el 17 de maig de 1646, víctima d’un tret de mosquet, pocs dies després d’haver pres el control del castell d'Albatàrrec. El mariscal havia mantingut diferències amb els diputats de Catalunya per la confiscació de blat i palla en múltiples pobles de Catalunya, així com el seu enriquiment a Tortosa. No obstant això, va ser acomiadat amb exèquies solemnes a Barcelona i el seu cos va ser portat al monestir de Montserrat.